# Berehowe (rada miejska w Teodozji)
Berehowe (ukr. Берегове, ros. Береговое, Bieriegowoje) – wieś na Ukrainie, w Autonomicznej Republice Krymu (de iure stanowiącej integralną część państwa ukraińskiego, w 2014 anektowanej przez Rosję i odtąd funkcjonującej jako Republika Krymu), administracyjnie podporządkowana radzie miejskiej w Teodozji. W 2001 liczyła 2461 mieszkańców, wśród których 114 wskazało jako ojczysty język ukraiński, 1836 rosyjski, 492 krymskotatarski, 1 mołdawski, 2 białoruski, 8 ormiański, a 8 inny. Według spisu ludności przeprowadzonego przez okupacyjne władze rosyjskie populacja wsi w 2014 wynosiła 2377 osób.